# Emili Grau i Sala
Emili Grau i Sala (Barcelona, 22 de juny de 1911 — 14 d'abril de 1975) fou un pintor català, relacionat amb l'Escola de París. Fill del dibuixant Joan Grau Miró mort l'any 1918 i de Caritat Sala, marit de l'artista Ángeles Santos Torroella, i pare de Julià Grau i Santos.

## Biografia
Des del 1929 es va dedicar a la pintura, la il·lustració i la decoració i, tot i que va assistir a l'Escola de Belles Arts, es considera que la seva formació va ser autodidacta i el 1930 ja va fer la seva primera exposició a la Galería Badriñas de la mateixa ciutat.
Amb l'esclat de la Guerra Civil Espanyola va haver d'exiliar-se sense la seva dona, també artista, Ángeles Santos Torroella, i s'instal·là a París, al barri de Montparnasse, on va viure durant 25 anys. A França va conèixer de prop les avantguardes però es decantà clarament per una figuració amable i colorista derivada de l'impressionisme del fauvisme.Tot i que aquests corrents havien estat superats pel cubisme i el surrealisme tenien una gran acceptació dins del circuit comercial gràcies a l'alt nivell que mantenien mestres Pierre Bonnard, Chagall i Raoul Dufy, als que Grau segueix. L'estil de Grau Sala, d'un dèbil impressionisme, trobà les portes obertes al món editorial i gràfic on, per exemple, destaquen les il·lustracions de l'edició de Madame Bovary, Les flors del mal i Bel-Ami. També dissenyà cartel·les i produí litografies i aguaforts.
Va celebrar exposicions a Barcelona, París, Nova York, Tolosa, Londres, Los Angeles… La seva pintura, rica en recursos i optimista i agradable, idealitza els temes i cerca la lluminositat i l'harmonia cromàtica.
A 1963, Grau Sala retornà a Barcelona, quan Oteiza, Chillida, Antoni Tàpies i el col·lectiu “El Paso” (Antonio Saura, Manolo Millares, Rafael Canogar) comencen a prendre força. Ell seguí fidel al seu estil fins a la seva mort, el 1975, on deixà una àmplia producció dins de les mateixes coordenades: figures femenines, interiors i paisatges en una ambientació temporal clàssica, nostàlgica del segle xix.
Mort en 1975, reposa al Cementiri de Sant Sebastià de Sitges.

## Obra
La seva pintura, rica en recursos i optimista i agradable, idealitza els temes i cerca la lluminositat i l'harmonia cromàtica. Els seus treballs inicials denotaven una forta influència de l'impressionisme, fet que li va donar cert renom a la capital francesa. A nivell professional, a part de pintor va exercir de decorador i d'il·lustrador literari. Va col·laborar amb publicacions com La Nostra Revista i Ariel. Com a decorador va col·laborar ocasionalment amb el Teatre Borràs.

## Exposicions rellevants
- Galeries Syra de Barcelona
- París
- Nova York
- Los Angeles

## Fons personal
El seu fons personal es conserva a l'Arxiu Nacional de Catalunya. El fons conté la documentació generada i rebuda per Emili Grau i Sala; destaca, especialment, la documentació produïda en funció de la seva activitat artística relacionada amb la pintura, que inclou obra original (dibuixos, litografies i aiguaforts), il·lustracions editades, edicions de bibliòfil, catàlegs d'exposicions, invitacions, i reculls de premsa. El fons conserva, també, documentació sobre el productor del fons (monografies i articles sobre Emili Grau i Sala i la seva obra), obra original aliena, i finalment documentació personal i familiar (diplomes, certificacions, recordatoris i correspondència).